# Diego Guicciardi
Diego, comte Guicciardi (né à Lugano, le 26 février 1756 et mort à Milan le 11 avril 1837) est un homme politique et diplomate italien des XVIIIe et XIXe siècles.

## Biographie
Avocat originaire de la Valteline, Guicciardi se distinguait déjà durant la période où cette vallée était sous la domination grisonne comme défenseur des intérêts locaux.
Il se signala à l'arrivée des Français en 1797 et devint Premier ministre de la République cisalpine et plus tard de la République italienne (1802-1805).
En 1806, il fut nommé directeur général de la police du royaume d'Italie. Sous son ministère, personne ne fut persécuté en raison des opinions qu'il professait ; et Guicciardi sut employer la police à maintenir le calme, en la mettant à même de prévenir les délits politiques.
Recommandé à l'empereur par le vice-roi (Eugène de Beauharnais), il obtint le titre de comte du Royaume et celui de commandeur de l'ordre de la Couronne de fer (1807). Mais sa brillante fortune devait bientôt exciter l'envie : on le représenta à l'empereur comme peu dévoué à ses intérêts. Napoléon Ier lui ôta la place de directeur général de la police. Nommé Sénateur, il était encore chancelier de ce corps en 1814.
Guicciardi représenta les intérêts de la Valtellina à l'occasion du congrès de Vienne (1815), où il fut décidé entre autres choses, précisément grâce aux efforts de Guicciardi et Girolamo Stampa, l'annexion de la vallée par le royaume de Lombardie-Vénétie, qui - avant les guerres napoléoniennes - pendant près de trois siècles avait appartenu aux Grisons.
Guicciardini fut également le premier président, à sa création en 1823, de la future Cariplo (it), importante banque italienne qui prit le nom de Cassa di Risparmio di Milano en 1826.

## Publications
- Diego Guicciardi et Edme-Théodore Bourg, Relation historique de la Révolution du royaume d'Italie en 1814, Corréard, 1822, 204 p. (lire en ligne) ;

## Armoiries
| Figure | Blasonnement |
|        | Armes de comte du Royaume, Écartelé : au 1, des comtes sénateurs du Royaume ; au 2, de gueules à trois pins d'argent ; au 3, de gueules à un lampe antique brûlant d'argent ; au 4, de sinople, à deux barres d'argent. |